# Osmanisch-Polnischer Krieg 1620–1621
Der Osmanisch-Polnische Krieg 1620–1621 wurde zwischen dem Osmanischen Reich und Polen-Litauen um die Suzeränität über die Donaufürstentümer, vor allem das Fürstentum Moldau, geführt, auf die beide Seiten Anspruch erhoben. Der Krieg begann 1620 und endete 1621 mit dem Vertrag von Chocim, in dem Polen-Litauen auf seine Ansprüche verzichtete.

## Hintergrund
Zwischen Polen-Litauen und dem Osmanischen Reich herrschten im 16. Jh. zumeist friedliche oder sogar freundliche Beziehungen. Ab dem letzten Jahrzehnt des 16. Jh. kam es jedoch zu Zerwürfnissen:
Zum einen versuchten sich polnische Magnaten mit Billigung des Königs vermehrt in die inneren Angelegenheiten des Fürstentums Moldau (eines osmanischen Vasallenstaates) einzumischen und dem Bojarengeschlecht Mohyla (rum. Movilă) den Gospodarenthron zu sichern. So war der polnische Großhetman Stanisław Żółkiewski 1612, 1616 und 1617 politisch am Konflikt in der Moldau involviert, der am 22. November 1617 mit dem Vertrag von Busza am Dnister mit Iskander Paşa, dem Vertreter des Sultans in der Großprovinz Silstrien, einstweilen beendet wurde.
Hinzu kamen wechselseitige Überfälle im polnisch-osmanischen Grenzgebiet seitens der Krim- und der Nogaier-Tataren, die Vasallen des Sultans waren, und den der polnischen Krone unterstehenden Saporoscher Kosaken. Diese beiden Gruppen waren bei ihren Raubzügen wiederholt bis weit in die Gebiete der Rzeczpospolita bzw. des Osmanenreiches vorgedrungen und hatten unter anderem 1614 Sinop und 1615 das Ufer des Bosporus gebrandschatzt.
Drittens ging es um Feldzüge des protestantischen Fürsten Gábor Bethlen von Siebenbürgen, die er seit 1619 gegen die Herrschaft der Habsburger über Ungarn und ihre Rekatholisierungspolitik unternahm. Er nutzte die Verwicklung des Kaisers Ferdinand II. im Dreißigjährigen Krieg und drang bis nach Wien vor. Der polnische König Sigismund III. Wasa schickte Truppen (s. g. „Lisowski-Kosaken“, polnisch „Lisowczycy“) zur Unterstützung des katholischen Lagers.
Diese besiegten die Siebenbürger unter Georg I. Rákóczi 1619 bei Humenné im damaligen Oberungarn und zwangen Bethlen so seine Belagerung der Reichshauptstadt Wien aufzugeben. Der wiederum wandte sich an seinen Suzerän, den osmanischen Sultan, und bat um militärischen Beistand gegen die Polen.
In dieser Lage verbündete sich Gaspar Gratiani, Herrscher über die Moldau, mit Polen und stellte sich damit offen gegen seinen osmanischen Lehnsherren. Daraufhin sandte der junge Sultan Osman II. eine 22.000-Mann starke Armee an die Donau. Da es dem polnischen König nicht gelang, den Sejm dazu zu bewegen, Gelder für eine Interventionstruppe zu genehmigen (Szlachta sah in diesem Konflikt Interessen der Rzeczpospolita nicht berührt und war zugleich gegen eine einseitige Unterstützung des katholischen Lagers), wurde eine Privatarmee unter dem betagten Żółkiewski (8.000 Mann) aufgestellt. Diese wurde von am Konflikt interessierten Magnaten finanziert.

## Der Feldzug von 1620

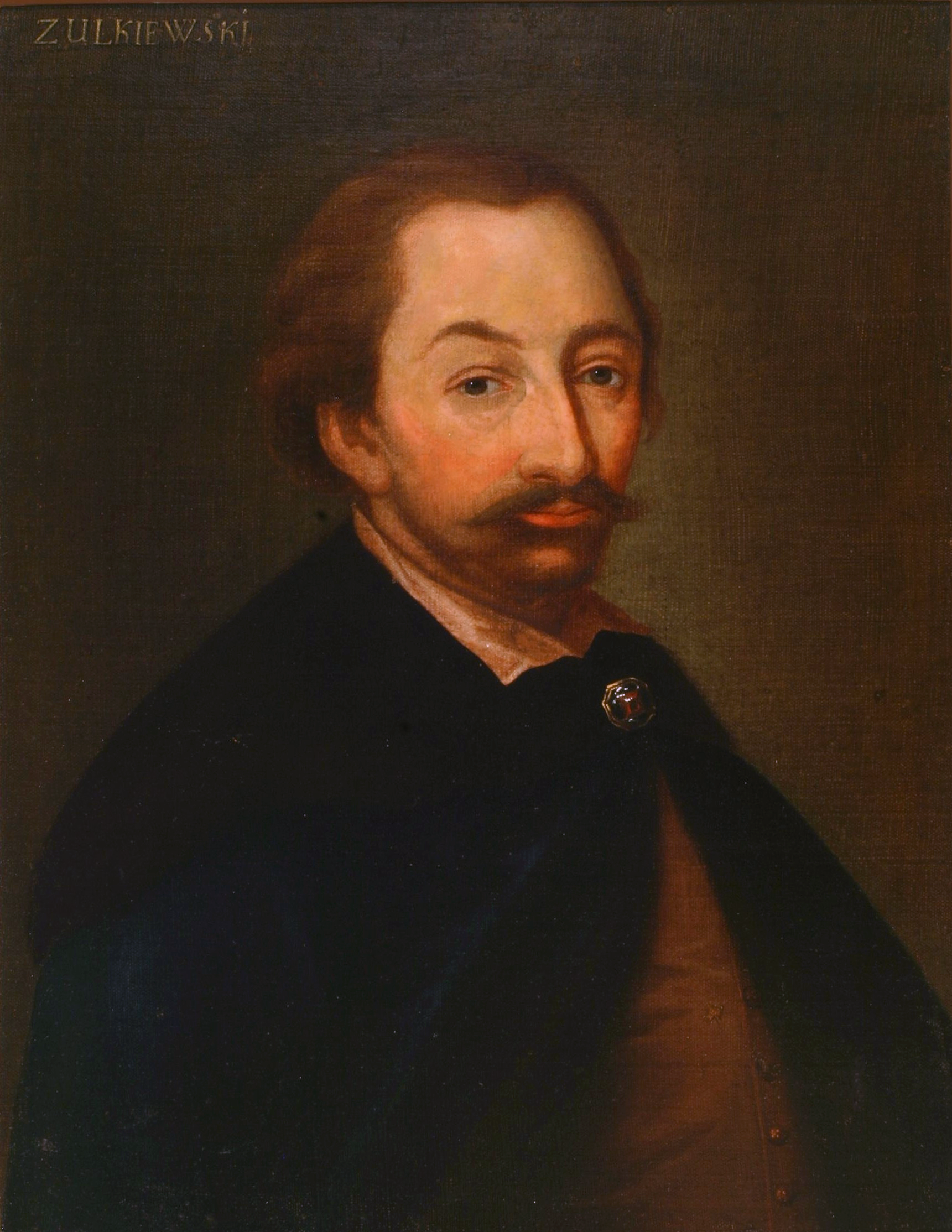
Stanisław Żółkiewski, anonymes Porträt

Am 10. September stieß die polnische Armee bei Cecora (heute Țuțora im Kreis Iași in Rumänien) in der Nähe des Flusses Pruth auf osmanische und tatarische Streitkräfte, die Gábor Bethlen im Kampf gegen die Habsburger unterstützen sollten. Angesichts ihrer zahlenmäßigen Unterlegenheit wagten die Polen keinen Angriff und begaben sich in Verteidigungsstellung. Mit einem überraschenden Angriff der Tataren am 17. September, bei dem zahlreiche Gefangene gemacht wurden, begann eine mehrtägige Schlacht, die sich bis zum 7. Oktober hinziehen sollte. Angesichts der deutlichen zahlenmäßigen Überlegenheit des osmanischen Heeres wechselten die meisten moldauischen Soldaten (ohnehin waren statt der von Gratiani versprochenen 25.000 Mann nicht einmal 1000 im Lager der Polen erschienen) die Seite und attackierten nun die polnische Streitmacht. Obwohl sich bereits zum 19. September eine Niederlage der Polen abzeichnete, war Koniecpolski bemüht, die Schlachtordnung aufrechtzuerhalten und so den Zusammenbruch seines Heeres zu verhindern.
Nachdem Żółkiewski den Geordneten Rückzug (unter dauerhafter Feindeinwirkung) befohlen hatte, gelang am 29. September der Durchbruch durch die türkischen Reihen. Zahlreiche Attacken der Nogaier-Tataren unter ihrem Khan Temir und der Janitscharen, denen das polnische Heer in den Tagen danach ausgesetzt war, konnten zwar abgewehrt werden, doch es zeigten sich zunehmend Auflösungserscheinungen. Ein gewaltiger türkischer Angriff am 6. Oktober hatte schließlich zur Folge, dass die meisten Magnaten und Adligen gemeinsam mit der Kavallerie flohen und Infanterie und Tross im Stich ließen. Ihre Desertion führte dazu, dass das polnische Heer fast vollständig aufgerieben wurde. Die Mehrheit der polnischen Soldaten wurde getötet oder geriet in Gefangenschaft. Zu den Gefangenen zählten auch Stanisław Koniecpolski, der Schwiegersohn des kommandierenden Großhetmans und Bohdan Chmelnyzkyj, der spätere Anführer des Großen Kosakenaufstands 1648–1654. Żółkiewski selbst fiel, seinen Kopf sandten die Türken im Triumph nach Istanbul. Nur wenigen gelang die Flucht über den Dnister, darunter auch Gratiani, der aber kurz darauf von moldauischen Bojaren aus Furcht vor Repressalien der Türken ermordet wurde. Der Wintereinbruch verhinderte eine unmittelbare Fortsetzung des erfolgreichen osmanischen Feldzugs.

## Der Feldzug von 1621

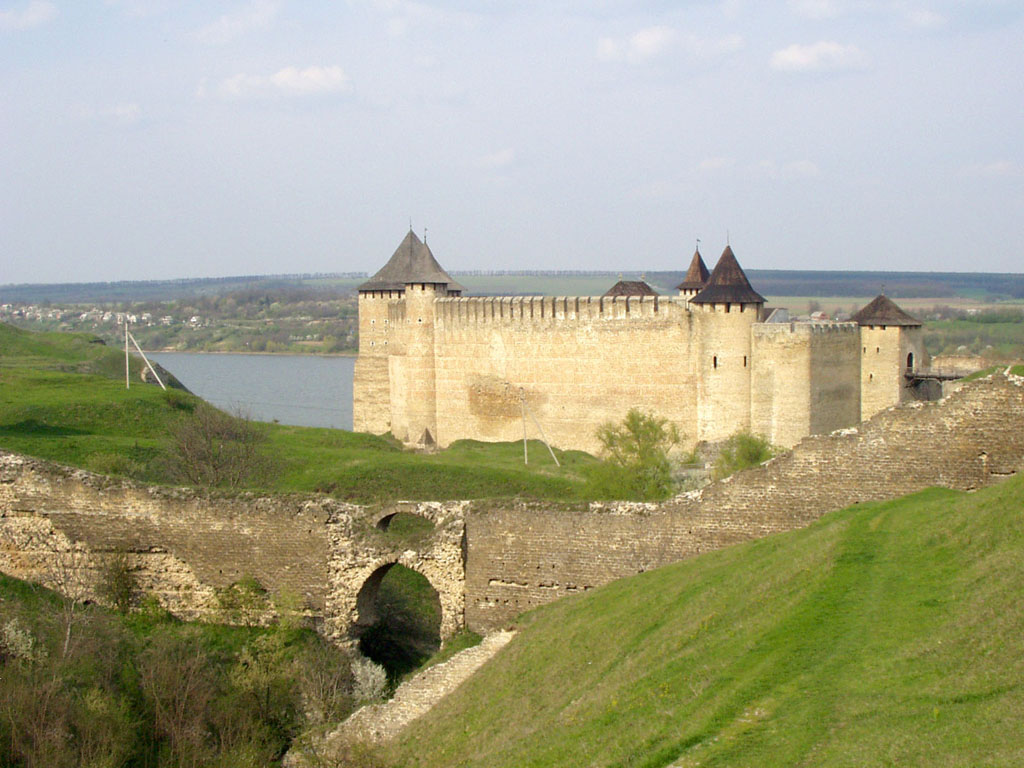
Die Festung Chotyn heute

Die Katastrophe bei Cecora motivierte den Sejm, seinen Widerstand gegen die Militärpläne des Königs und der Magnaten aufzugeben. Im Dezember 1620 bewilligte das Adelsparlament die Mittel für eine Armee von bis zu 40.000 Mann für den nötigen Abwehrkampf, ohne den die Ukraine einem militärischen Zugriff der Türken schutzlos offengestanden hätte. Es kamen je nach Quelle zwischen 32.510 und 35.105 Mann zusammen, die dem Kommando des Kronprinzen Władysław Wasa und des litauischen Großhetmans Jan Karol Chodkiewicz unterstanden. Anders als im Jahr zuvor beteiligten sich auch die Saporoger Kosaken unter ihrem Ataman Petro Konaschewytsch-Sahaidatschnyj mit bis zu 40.000 Kämpfern am Krieg. Der britische Historiker Norman Davies schätzt, dass auf polnisch-litauischer Seite insgesamt 65.000 Mann standen.
Am 20. August 1621 überquerte diese Streitmacht den Dnister und errichtete bei Chocim (heute Chotyn in der Oblast Tscherniwzi in der Ukraine) ein befestigtes Lager. Die Stadt und die Festung selbst waren erst 1620 von den Türken zurückerobert worden. Kurz darauf traf dort eine osmanische Streitmacht ein, die aus mindestens 150.000 „Türken“ (inkl. der Elitetruppen der Janitscharen und Sipahi), Krim- und Nogaier-Tataren, Moldauern und Walachen bestand und die Sultan Osman II. persönlich kommandierte, gefolgt von einem Tross von bis zu 100.000 Mann. Die Armee des Osmanischen Reiches überstieg das polnisch-kosakische Heer zahlenmäßig fast um den Faktor drei, die Loyalität der als Hilfstruppen verpflichteten Walachen und Moldauer war jedoch nur eingeschränkt. Die Türken unternahmen mehrere Sturmangriffe auf das Lager, dessen Befestigungsarbeiten noch nicht abgeschlossen waren. Da diese abgeschlagen wurden, belagerten sie das Lager fünf Wochen lang und drangen über eine rasch gebaute Brücke nach Podolien vor, um den polnisch-litauischen Nachschub aus der Festung Kamieniec Podolski abzuschneiden. Der Legende nach soll es am Ende im Lager von Chocim nur noch ein einziges Fass Schießpulver gegeben haben. Zwei auf polnischer Seite kämpfende Kommandeure fielen als Folge des Kriegs: Ataman Konaschewytsch-Sahaidatschnyj wurde so schwer verletzt, dass er ein halbes Jahr später seinen Wunden erlag, Hetman Chodkiewicz starb am 24. September im Lager von Chocim. Ihm folgte Stanisław Lubomirski als Heerführer (Regimentarz) nach, dem es gelang, die Moral der Eingeschlossenen gegen die Übermacht der türkischen Belagerer aufrechtzuerhalten. Weil die Janitscharen schließlich bei einem weiteren Sturm auf das Lager den Gehorsam verweigerten, brach Sultan Osman II. am 28. September die Belagerung ab.

## Waffenstillstand und Frieden
Am 9. Oktober 1621 schlossen Sultan Osman II. und Kronprinz Władysław in Chocim einen Friedensvertrag, der den Status quo ante bellum wiederherstellte, und im Wesentlichen die Bestimmungen des 1617 geschlossenen Vertrags von Busza wiederholte: Der Dnister wurde als Grenze zwischen beiden Reichen bekräftigt, Polen-Litauen verzichtete auf weitere Einmischungen in die inneren Angelegenheiten der Donaufürstentümer und verpflichtete sich, Khan Temir jährlich ein „Geschenk“ zu zahlen. Dafür versprachen die Tataren, auf ihre regelmäßigen Überfälle zu verzichten, und Polen-Litauen erhielt das Recht, einen ständigen Gesandten bei der Hohen Pforte zu unterhalten.

## Folgen
Der Vertrag brachte keinen Frieden. Zwar war Polen-Litauen versprochen worden, dass die Tatarenüberfälle aufhören würden, doch wurden allein in den Jahren 1622 bis 1629 neunzehn weitere Raubzüge der Nogaier-Horde gezählt. Auch die Raubzüge der Kosaken hielten an, so wurden die Klöster um Sosopol und Achtopol mehrmals ausgeraubt. 1633 unternahm der osmanische Beylerbey der Großprovinz Silstrien, Abaza Mehmed Pascha, einen Feldzug gegen Polen-Litauen, der den Friedenszustand de jure zwischen beiden Reichen aber nicht unterbrach, denn es gab keine offizielle Kriegserklärung seitens des osmanischen Sultans. Dennoch befanden sich beide Reiche de facto in einem Kriegszustand. Dieser wird von einigen Autoren als Osmanisch-Polnischer Krieg 1633–1634 bezeichnet. Im Osmanisch-Polnischen Krieg 1672–1676 und im Osmanisch-Polnischen Krieg 1683–1699 setzten sich die kriegerischen Auseinandersetzungen zwischen Polen und dem Osmanischen Reich fort, bis der Friede von Karlowitz 1699 endgültig die Auseinandersetzungen beendete.
Für Osman II. leitete der Feldzug das Ende seiner Herrschaft ein. Als er nach der Meuterei der Janitscharen vor Chocim darüber nachdachte, gegen diese notorisch eigensinnige Eliteeinheit eine Truppe aus ihm loyalen Arabern aufzustellen, kam dies den Janitscharen zu Ohren, die ihn daraufhin ermordeten und seinen geistig behinderten Onkel Mustafa I. zum zweiten Mal als zwar offenkundig unfähigen, aber lenkbaren Sultan installierten.

## Rezeption

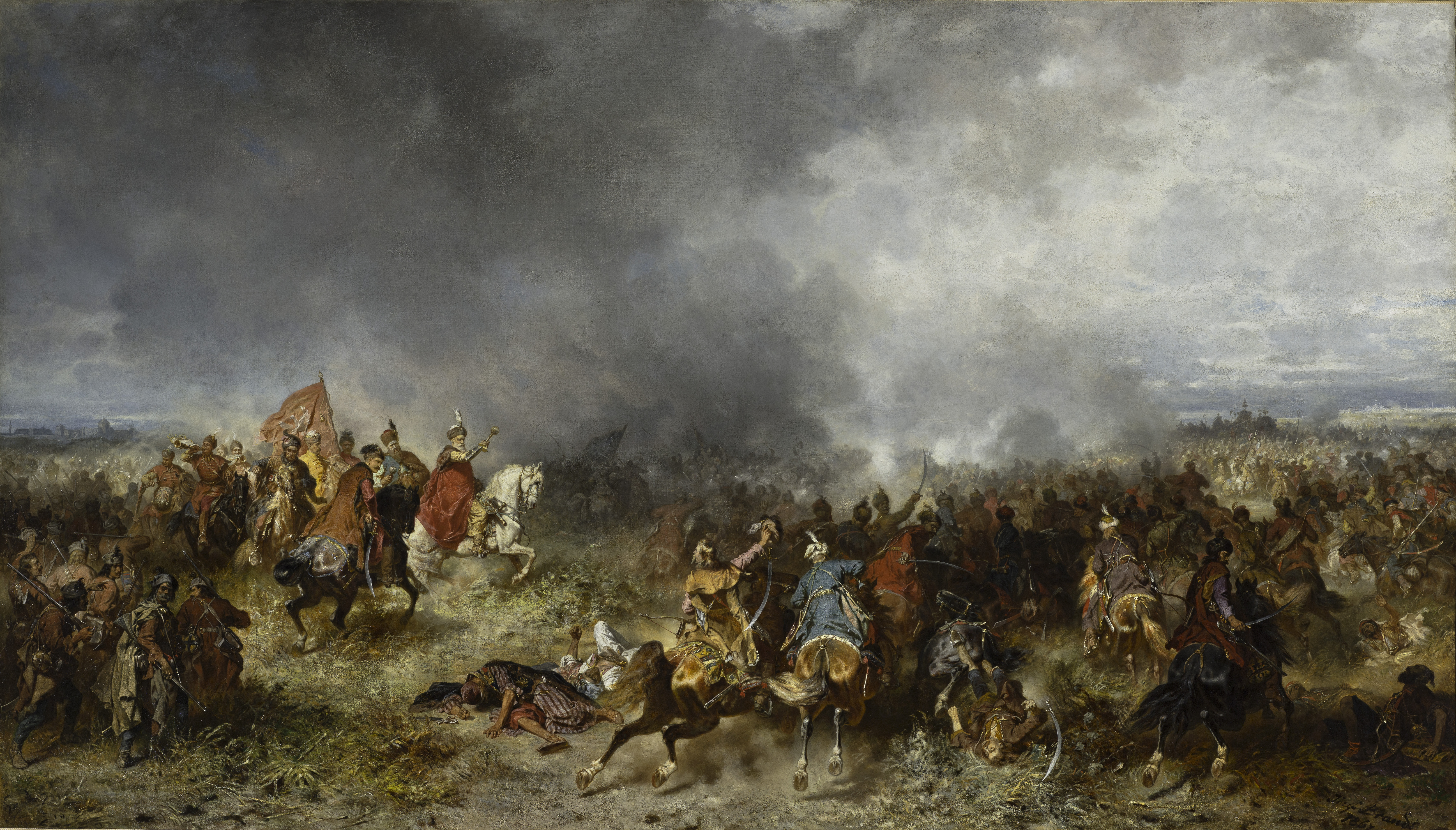
Jan Karol Chodkiewicz in der Schlacht von Chocim, Gemälde von Józef Brandt (1867), 190 × 337 cm

Der Sieg von Chocim wurde in ganz Europa bejubelt: Seit der Seeschlacht von Lepanto 1571 war erstmals auch zu Lande dem Osmanischen Reich Einhalt geboten worden. Papst Gregor XV. beschloss ein mehrtägiges Dankfest, und in Heldenliedern und Gemälden wurde der polnisch-litauische Sieg noch lange verherrlicht.
Jakub Sobieski (1590–1646), der Vater des späteren polnischen Königs Johann III. Sobieski, verfasste einen ausführlichen Bericht über seine Erlebnisse während der Schlacht bei Chocim auf Latein. Diese „Commentariorum chotinensis belli libri tres“ wurden 1646 in Danzig veröffentlicht und fanden weite Verbreitung auch über Polen hinaus. Der Barockdichter Wacław Potocki (1621–1696) verwendete sie als eine Hauptquelle für sein zehnteiliges Heldengedicht Wojna chocimska (Der Krieg von Chocim), das um 1670 entstand. Darin bietet Potocki eine historisch einigermaßen zuverlässige, gereimte Chronik der Belagerung, vermischt diese aber mit einer Idolisierung des Großhetmans Chodkiewicz, in dem er „ein letztes Mal das Ideal des christlichen Ritters aufleuchten“ sah. Diese wird unterbrochen durch zahlreiche Sottisen, Pasquills und Satiren auf die Magnaten-Oligarchie seiner Gegenwart, die nach Potockis Meinung am Verfall der Rzeczpospolita Schuld hatte, was die Komposition des Werks chaotisch-amorph erscheinen lässt. Dennoch gilt die Wojna chocimska als „das wohl gefeiertste epische Gedicht in der polnischen Literatur“.
Auch in der Malerei wurde die Schlacht von Chocim wiederholt dargestellt. Der niederländische Maler Jan van Huchtenburgh († 1733), der im frühen 18. Jahrhundert die Balkanfeldzüge des Prinzen Eugen begleitet und in großformatigen Tableaus verherrlicht hatte, malte auch eine Schlacht bei Chocim, die er in derselben Tradition einer Verteidigung des christlichen Abendlandes gegen die Türkengefahr sah. In ganz anderer Absicht setzte sich der polnische Historienmaler Józef Brandt († 1915) mit dem ersten Osmanisch-Polnischen Krieg auseinander: Für ihn war dieser Krieg ein Beweis dafür, dass sein Vaterland, auch wenn es in der Zeit der Teilung 1795–1918 keinen souveränen Staat bilden durfte, den Teilungsmächten seiner Zeit Königreich Preußen, Haus Österreich und Russisches Reich mindestens gleichwertig, wenn nicht überlegen war, da es sie vor dem weiteren Vordringen der Türken gerettet hatte.